# Alpatláhuac, Puebla
Alpatláhuac är en ort i Mexiko.   Den ligger i kommunen Cuautinchán och delstaten Puebla, i den sydöstra delen av landet, 130 km öster om huvudstaden Mexico City. Alpatláhuac ligger 2 103 meter över havet och antalet invånare är 748.
Terrängen runt Alpatláhuac är kuperad åt nordväst, men åt sydost är den platt. Runt Alpatláhuac är det ganska glesbefolkat, med 32 invånare per kvadratkilometer. Närmaste större samhälle är Amozoc de Mota, 12,4 km norr om Alpatláhuac. Trakten runt Alpatláhuac består i huvudsak av gräsmarker.